# Православие в Албания
Православието в Албания е една от двете християнски конфесии, редом с католицизма, в рамките на двете религии – християнство и ислям.
По статистически данни, православната конфесия се изповядва от малко повече от 20% от населението на Албания и предимно в южна Албания в рамките на т.нар. общност на тоските. За сметка на това, в Северна Албания е застъпен католицизма, чийто корени датират още от времето на средновековното Албанско кралство със столица Драч, което не е обхващало земите на юг от река Шкумбини.
Ранното християнство настъпва в земите на днешна Албания през римската епоха. Византийският обред е първият и като преобладаваща форма на християнството по земите на т.нар. средновековни албански княжества. На територията на днешна южна Албания се е намирала старобългарската област Кутмичевица, чийто книжовна продукция от Охридската книжовна школа формира цялата старобългарска и славянска книжнина.
В периода 1964 – 1989 г. в социалистическа Албания на Енвер Ходжа е забранена религията, което се отразява и на православието в Албания. От 1992 г. е възстановена Албанската православна църква.